# کریستوف کلارک
کریستوف کلارک (فرانسوی: Christoph Clark‎؛ زاده ۹ فوریهٔ ۱۹۵۸) یک بازیگر پورنوگرافی اهل فرانسه است.